# Élisabeth d'Ayen
Élisabeth Pauline Sabine Marie de Noailles, bekend als Élisabeth d'Ayen (Maintenon, 27 oktober 1898 – Parijs, 7 december 1969) is een tennisspeelster uit Frankrijk.
D'Ayen speelde in 1920 op alle drie de tennisevenementen van de Olympische Zomerspelen. In het damesdubbelspel won ze samen met Suzanne Lenglen een bronzen medaille.

## Familie
D'Ayen is de dochter van Adrien de Noailles (1869-1953), vanaf het overlijden van zijn vader in 1895 de 8e hertog van Noailles, daarvoor hertog d'Ayen uit de Franse adellijke familie De Noailles, en van Yolande d'Albert de Luynes (1870-1952), uit het huis van de hertogen de Luynes. Haar vader deed op de Olympische Zomerspelen in 1900 mee met het onderdeel paardrijden. Zij trouwde in 1920 met Sir Gordon Nevil Macready, 2e baronet (1891-1956), Brits luitenant-generaal, onder andere Grootofficier in de Orde van Oranje-Nassau, met wie zij een zoon kreeg, de 3e baronet.